# 阿斯图迪略
阿斯图迪略，是西班牙卡斯蒂利亚-莱昂帕伦西亚省的一个市镇。 总面积123平方公里，总人口1253人（2001年），人口密度10人/平方公里。